# Saint-Père, Nièvre
Saint-Père là một xã của tỉnh Nièvre, thuộc vùng Bourgogne-Franche-Comté, miền trung nước Pháp.